# Europeiska inomhusmästerskapen i friidrott 2023 – Herrarnas 400 meter
Herrarnas 400 meter vid europeiska inomhusmästerskapen i friidrott 2023 avgjordes mellan den 3 och 4 mars 2023 på Ataköy Athletics Arena i Istanbul i Turkiet.

## Medaljörer
| Guld                  | Silver                | Brons                   |
| Karsten Warholm Norge | Julien Watrin Belgien | Carl Bengtström Sverige |

## Rekord
| Innan tävlingens start fanns följande rekord | Innan tävlingens start fanns följande rekord | Innan tävlingens start fanns följande rekord | Innan tävlingens start fanns följande rekord | Innan tävlingens start fanns följande rekord |
| -------------------------------------------- | -------------------------------------------- | -------------------------------------------- | -------------------------------------------- | -------------------------------------------- |
| Världsrekord                                 | Kerron Clement (USA)                         | 44,57                                        | Fayetteville, USA                            | 12 mars 2005                                 |
| Europeiskt rekord                            | Thomas Schönlebe (GDR)                       | 45,05                                        | Sindelfingen, Västtyskland                   | 5 februari 1988                              |
| Europeiskt rekord                            | Karsten Warholm (NOR)                        | 45,05                                        | Glasgow, Storbritannien                      | 2 mars 2019                                  |
| Mästerskapsrekord                            | Karsten Warholm (NOR)                        | 45,05                                        | Glasgow, Storbritannien                      | 2 mars 2019                                  |
| Världsårsbästa                               | Elija Godwin (USA)                           | 44,75                                        | Fayetteville, USA                            | 25 februari 2023                             |
| Europaårsbästa                               | Karsten Warholm (NOR)                        | 45,31                                        | Ulsteinvik, Norge                            | 2 februari 2023                              |

## Program
Alla tider är lokal tid (UTC+03:00).
| Datum       | Tid   | Omgång      |
| ----------- | ----- | ----------- |
| 3 mars 2023 | 09:50 | Försöksheat |
| 3 mars 2023 | 19:35 | Semifinal   |
| 4 mars 2023 | 20:20 | Final       |

## Resultat

### Försöksheat
De två första i varje heat 0Q0 samt de två snabbaste tiderna 0q0 kvalificerade sig för semifinalerna.
| Placering | Heat | Namn                     | Nationalitet  | Tid   | Noteringar |
| --------- | ---- | ------------------------ | ------------- | ----- | ---------- |
| 1         | 1    | Karsten Warholm          | Norge         | 45,75 | 0Q0        |
| 2         | 4    | Matěj Krsek              | Tjeckien      | 46,23 | 0Q0        |
| 3         | 2    | Iñaki Cañal              | Spanien       | 46,26 | 0Q0        |
| 4         | 2    | Alexander Doom           | Belgien       | 46,26 | 0Q0        |
| 5         | 4    | Óscar Husillos           | Spanien       | 46,28 | 0Q0        |
| 6         | 5    | Julien Watrin            | Belgien       | 46,41 | 0Q0, 0SB0  |
| 7         | 3    | Gilles Biron             | Frankrike     | 46,50 | 0Q0        |
| 8         | 4    | João Coelho              | Portugal      | 46,51 | 0q0, 0NR0  |
| 9         | 1    | Carl Bengtström          | Sverige       | 46,55 | 0Q0        |
| 10        | 4    | Kajetan Duszyński        | Polen         | 46,66 | 0q0        |
| 11        | 3    | Isayah Boers             | Nederländerna | 46,72 | 0Q0        |
| 12        | 2    | Isaya Klein Ikkink       | Nederländerna | 46,74 |            |
| 13        | 1    | Lionel Spitz             | Schweiz       | 46,79 |            |
| 14        | 1    | Vladimir Aceti           | Italien       | 46,80 |            |
| 15        | 5    | Liemarvin Bonevacia      | Nederländerna | 46,87 | 0Q0        |
| 16        | 4    | Gustav Lundholm Nielsen  | Danmark       | 46,93 |            |
| 17        | 3    | Marvin Schlegel          | Tyskland      | 47,01 |            |
| 18        | 3    | Andreas Grimerud         | Norge         | 47,04 |            |
| 19        | 1    | Mihai Sorin Dringo       | Rumänien      | 47,06 |            |
| 20        | 5    | Ricky Petrucciani        | Schweiz       | 47,32 |            |
| 21        | 5    | Boško Kijanović          | Serbien       | 47,36 |            |
| 22        | 2    | Muhammad Abdallah Kounta | Frankrike     | 47,55 |            |
| 23        | 2    | Iļja Petrušenko          | Lettland      | 47,95 | 0SB0       |
| 24        | 3    | Robert Parge             | Rumänien      | 49,67 |            |
| 25        | 5    | Manuel Guijarro          | Spanien       | 49,77 |            |

### Semifinaler
De tre första i varje heat 0Q0 kvalificerade sig för finalen.
| Placering | Heat | Namn                | Nationalitet  | Tid   | Noteringar |
| --------- | ---- | ------------------- | ------------- | ----- | ---------- |
| 1         | 2    | Karsten Warholm     | Norge         | 45,43 | 0Q0        |
| 2         | 1    | Carl Bengtström     | Sverige       | 45,77 | 0Q0, 0SB0  |
| 3         | 2    | Julien Watrin       | Belgien       | 45,82 | 0Q0, 0NR0  |
| 4         | 2    | Óscar Husillos      | Spanien       | 45,86 | 0Q0        |
| 5         | 1    | Matěj Krsek         | Tjeckien      | 46,03 | 0Q0, 0PB0  |
| 6         | 1    | Alexander Doom      | Belgien       | 46,12 | 0Q0        |
| 7         | 1    | Liemarvin Bonevacia | Nederländerna | 46,60 |            |
| 8         | 1    | João Coelho         | Portugal      | 46,69 |            |
| 9         | 2    | Gilles Biron        | Frankrike     | 46,71 |            |
| 10        | 2    | Kajetan Duszyński   | Polen         | 47,01 |            |
| 11        | 2    | Isayah Boers        | Nederländerna | 47,39 |            |
|           | 1    | Iñaki Cañal         | Spanien       | 0DNS0 |            |

### Final
Finalen startade klockan 20:20.
| Placering | Bana | Namn            | Nationalitet | Tid   | Noteringar |
| --------- | ---- | --------------- | ------------ | ----- | ---------- |
| 1         | 6    | Karsten Warholm | Norge        | 45,35 |            |
| 2         | 4    | Julien Watrin   | Belgien      | 45,44 | 0NR0       |
| 3         | 5    | Carl Bengtström | Sverige      | 45,77 |            |
| 4         | 2    | Óscar Husillos  | Spanien      | 46,24 |            |
| 5         | 3    | Matěj Krsek     | Tjeckien     | 46,48 |            |
| 6         | 1    | Alexander Doom  | Belgien      | 0DNS0 |            |